# The Quarterly Review of Biology
The Quarterly Review of Biology é uma publicação científica revisada por pares que cobre todos os aspectos da biologia. Foi criado em 1926 por Raymond Pearl. Na década de 1960, foi comprado pela Stony Brook Foundation quando o editor H. Bentley Glass se tornou vice-presidente acadêmico da Stony Brook University. O editor-chefe é Daniel E. Dykhuizen (Stony Brook University). Atualmente é publicado pela University of Chicago Press.

## Objetivos e escopo
A revista publica artigos de revisão. Além das ciências biológicas básicas, a revista também cobre áreas relacionadas, incluindo estudos de política e história e filosofia da ciência. Há também uma seção de resenhas de livros.

## Abstraindo e indexando
O periódico é resumido e indexado no Biological Abstracts, BIOSIS Previews e no Science Citation Index.